# Henicus pattersoni
Henicus pattersoni är en insektsart som först beskrevs av Stoll, C. 1813.  Henicus pattersoni ingår i släktet Henicus och familjen Anostostomatidae. Inga underarter finns listade i Catalogue of Life.